# Eutychia Pappa-Papavasilopoulou
Eutychia Pappa-Papavasilopoulou (in greco Ευτυχία Παππά-Παπαβασιλόπουλου?; New York, 3 ottobre 1981) è una tuffatrice greca. Ha rappresentato la Grecia ai Giochi olimpici estivi di Atene 2004 e Pechino 2008. In carriera è stata allenata da Youri Artamonov.